# 音メガネ
音メガネ（おとメガネ）とは、音を透明ディスプレイに視覚的に表示できる装置のこと。サウンド・ルーペともいう。
軽量小型な透明ディスプレイ上に映像化した音を表示する仕組みで、ルーペのようにモニタを通さずに実映像と映像化された音の発生状況を同時に見ることができ、音の発生方向・大きさといった情報を映像と重ねて確認できる。音が鳴っている方向に透明な画面を向けると、音の発生場所と大きさが円で画面上にリアルタイムで表示される。音の大きさは円の大小で表し、20デシベルから100デシベルを超える音圧まで対応できる。特定の周波数以上の音だけに反応するように設定することも可能で、発電所や変電所で機器の異常音が発生した際、故障などの発見が容易になる。
熊谷組、中部電力、信州大学が共同開発し2009年10月20日に公開。
2001年6月13日に「音カメラ」を前記の3者が開発。音の発生方向、音の大きさ（音圧レベル：dB）、音の高さ（周波数：Hz）を特定し、デジタルカメラから取り込んだ画像上にそれらを表示するもの。
2007年3月15日に「リアルタイム音カメラ」を前記の3者が開発。カメラから取り込んだ画像上に音の可視化情報をリアルタイムで合成処理し、モニタ上に表示させるシステム。ハードウェアのサイズが大きいため容易に持ち運ぶことが困難であった。
音メガネは、映像の合成処理が不要となることなどから、従来の「リアルタイム音カメラ」に比べ小型化でき、可搬性に優れている。この装置の利用により、発生音の情報を容易に、また即座に確認することができ、音環境調査等で作業効率や信頼性が向上する。